# Daniel Fabre
Pour les articles homonymes, voir Fabre.
Daniel Fabre, né le 21 février 1947 à Narbonne et mort le 23 janvier 2016 à Toulouse, est un ethnologue et anthropologue français, historien du Languedoc et spécialiste de la littérature occitane,.

## Biographie
Daniel Fabre a été assistant de sociologie puis maître-assistant et maître de conférences en anthropologie à l'Université Toulouse III - Paul Sabatier. Chargé d'un séminaire à partir de 1976, il est élu en 1989 directeur d'études à l'École des hautes études en sciences sociales, chaire d'anthropologie de l'Europe. Il a fondé en 1978, avec l'archéologue Jean Guilaine, le Centre d'anthropologie des sociétés rurales, devenu ensuite le Centre d'anthropologie de Toulouse, qu'il a dirigé jusqu'en 1997. En 2000, il crée avec une quinzaine de collègues anthropologues, sociologues et historiens le Laboratoire d'anthropologie et d'histoire de l'institution de la culture (LAHIC), soutenu par le ministère de la Culture, une des équipes de l'Institut interdisciplinaire d'anthropologie du contemporain (IIAC UMR8177 CNRS/EHESS), dont il devient en 2013 le directeur. Il enseigne à partir de 1999 l'anthropologie des religions à l'université de Rome « Tor Vergata », en s'attachant à l'analyse des transferts de sacralité de la religion vers la politique et la culture.
De 2004 à 2008, il a été président de la section 38 (Anthropologie) du Comité national de la recherche scientifique du CNRS. De 1993 à 1997, il a présidé le Conseil de la Mission du Patrimoine ethnologique du ministère de la Culture. Il a présidé « l'ethnopôle Garae », conventionné par le ministère de la Culture, dans la Maison des mémoires, à Carcassonne. Il a été membre du comité de rédaction de la revue Ethnologie française (de 1976 à 1993), de L'Homme : revue française d'anthropologie (de 1986 à 1995). Il a été co-directeur de Gradhiva, revue semestrielle fondée en 1986 par Jean Jamin et Michel Leiris, et publiée à partir de 2005 par le musée du Quai Branly. Il a collaboré à plusieurs entreprises collectives issues du dialogue entre histoire et anthropologie : Histoire de la vie privée (t. III, 1986, dir. Roger Chartier) ; Les lieux de mémoire (t. III, vol. 2, 1992, dir. Pierre Nora) ; Histoire de la France. Vol 4, Les formes de la culture, 1993 (dir. André Burguière) ; Histoire des jeunes en Occident (vol. 2, 1996, dir. Giovanni Levi et Jean-Claude Schmitt). Il a animé de nombreuses équipes qui ont ouvert de nouveaux champs de la recherche sur l'anthropologie de l'écriture, les cultures nationales en Europe, la patrimonialisation, les arts autres, la théorie générale de la culture.
Après avoir débuté par des recherches sur la littérature orale, le carnaval, les communautés rurales et l'anthropologie des écritures ordinaires, il s'est intéressé à la théorie de l'initiation ; aux formes modernes du culte de l'artiste et de l'écrivain ; à l'anthropologie des arts et de la littérature ; à l'histoire européenne du regard ethnologique.

## Publications

### Auteur ou coauteur, ouvrages
- 1969  Jean de l'Ours : analyse formelle et thématique d'un conte populaire, Carcassonne, Éd. de la revue Folklore, 79 p.
- 1970 Una contairina populara audenca, Obradors, Centre d'études occitanes, Université Paul Valéry, Montpellier (avec Jacques Lacroix)
- 1973-1975  La tradition orale du conte occitan : les Pyrénées audoises, Paris, Presses universitaires de France, 2 vol., 906 p. (avec Jacques Lacroix)
- 1973  La vie quotidienne des paysans du Languedoc au XIXe siècle, Paris, Hachette-Littérature (2e éd. 1991), 480 p., (avec Jacques Lacroix)
- 1977  La Fête en Languedoc : regards sur le carnaval aujourd'hui, Toulouse, Privat, 220 p., (photographies de Charles Camberoque)
- 1982  Le Brigand de Cavanac : le fait divers, le roman, l'histoire, Lagrasse, Verdier, 198 p., (avec Dominique Blanc). Réédition revue et augmentée : Lagrasse, Verdier, 2015[7]
- 1987  Les Cahiers du Sud : la génération de 1930 (catalogue d'exposition), Paris, Centre national des lettres, 80 p.
- 1992  Carnaval ou La fête à l'envers, Paris, Gallimard, coll. « Découvertes Gallimard / Culture et société » (no 135), Gallimard, 1992 (2e éd. 2000)
- 2014 Bataille à Lascaux : comment l'art préhistorique apparut aux enfants, Paris, L'Echoppe

### Directeur d'ouvrages ou de numéros de revues
- 1975  Communautés du Sud, Paris, UGE, 10/18, 2 vol., 612 p., (dir. D. Fabre et J. Lacroix)
- 1987  « Le retour des morts », in Études rurales, n° 105-106, (dir. D. Fabre)
- 1990  Les Audois : dictionnaire biographique, Carcassonne, Association des amis des Archives de l'Aude/Association des amis des Archives de l'Aude/Fédération audoise des œuvres laïques/Société d'études scientifiques de l'Aude, 347 p., (dir. D. Fabre avec  R. Cazals)  (ISBN 2-906442-07-0)
- 1991  « Apprentissages, hommage à Yvonne Verdier », in n° spécial de Ethnologie française, t. XXI-4, (dir. D. Fabre)
- 1992  Vers une ethnologie du présent, Paris, Maison des sciences de l'homme, coll. « Ethnologie de la France », (dir. avec G. Althabe et G. Lenclud)
- 1993  Écritures ordinaires Paris, P.O.L ., (dir. D. Fabre)
- 1996  L'Europe entre cultures et nations, Paris, Maison des sciences de l'homme, coll. « Ethnologie de la France », (dir. D. Fabre)
- 1997  Par écrit, ethnologie des écritures quotidiennes, Paris, MSH, coll. « Ethnologie de la France », (dir. D. Fabre ;  trad. ital., Argo, Lecce)
- 1998  La Fabrique des héros, Paris, MSH, (dir. D Fabre avec P. Centlivres et F. Zonabend)
- 2000  « Parler, chanter, lire, écrire », in Clio, histoire, femmes, sociétés, n° 11 , (dir. D. Fabre)
- 2000 Domestiquer l'histoire : une ethnologie des monuments historiques, Paris, Maison des sciences de l'homme, coll. « Ethnologie de la France », (dir. D. Fabre)
- 2001  Une histoire à soi, Paris, MSH, (dir. D Fabre avec Alban Bensa)
- 2001 Histoire de Carcassonne (dir. D.Fabre avec Jean Guilaine), Toulouse, Privat, 324.p.
- 2002  Gaston Vuillier, l'œil du voyageur, Carcassonne, Garae, (dir. D. Fabre)
- 2006  « Le Musée indien de George Catlin », Gradhiva, n° 3, n. s., (dir. D. Fabre avec Cl. Macherel)
- 2009 « Arts de l'enfance, enfances de l'art », in Gradhiva, n° 9, n. s., (dir. D. Fabre)
- 2010  « Auto-biographie, ethno-biographie », in L'Homme, n° 195-196, (dir. D. Fabre avec Jean Jamin et Marcello Massenzio)
- 2010  Les monuments sont habités, Paris, MSH, coll. « Ethnologie de la France », (dir. D. Fabre avec Anna Iuso)
- 2011 Savoirs romantiques : une naissance de l'ethnologie, Nancy, Presses universitaires de Nancy, (dir. D. Fabre et J.-M. Privat)
- 2013 « L'anthropologie des messianismes entre France et Italie », in Archives des sciences sociales des religions, n° 161 (dir. D. Fabre et M. Massenzio)
- 2013 Émotions patrimoniales, Maison des sciences de l'homme, coll. « Ethnologie de la France » (dir. D. Fabre)
- 2014 « Création, fiction », in Gradhiva, n° 20, Musée du Quai Branly (dir. D. Fabre)
- 2015  « Connaît-on la chanson ? », in L'Homme, n° 215-216 (dir. D. Fabre et J. Jamin)